# Clark (Dakota Południowa)
Clark – miasto w Stanach Zjednoczonych, w stanie Dakota Południowa, siedziba administracyjna hrabstwa Clark.